# Port de la Vall
El Port de la Vall és un veïnat del municipi del Port de la Selva a l'Alt Empordà. Al cens de 2007, corresponent a un llistat obsolet d'entitats de població inframunicipals, hi tenia 2 habitants. En aquest lloc s'hi situa un càmping del mateix nom.